# Ségus
Ségus är en kommun i departementet Hautes-Pyrénées i regionen Occitanien i sydvästra Frankrike. Kommunen ligger i kantonen Lourdes-Ouest som tillhör arrondissementet Argelès-Gazost. År 2022 hade Ségus 259 invånare.

## Befolkningsutveckling
Antalet invånare i kommunen Ségus
| Referens: INSEE |